# Sphinctomyrmex septentrionalis
Sphinctomyrmex septentrionalis é uma espécie de formiga do gênero Sphinctomyrmex.